# Schweizer Parlamentswahlen 1857
- FL: 79
- LM: 15
- ER: 5
- KK: 21

Die Schweizer Parlamentswahlen 1857 fanden am 28. Oktober 1857 statt. Zur Wahl standen 120 Sitze des Nationalrates. Die Wahlen wurden nach dem Majorzwahlrecht vorgenommen, wobei das Land in 49 unterschiedlich grosse Nationalratswahlkreise unterteilt war. Stärkste Kraft wurden trotz leichter Sitzverluste erneut die Freisinnigen (bzw. Radikal-Liberalen). In allen Kantonen waren die Wahlen in den Ständerat indirekt und erfolgten durch die jeweiligen Kantonsparlamente. Das neu gewählte Parlament trat in der 4. Legislaturperiode erstmals am 7. Dezember 1857 zusammen.

## Wahlkampf
Die Versöhnungsbemühungen von 1854 hatten zu einer gewissen Annäherung zwischen den herrschenden Freisinnigen und den Konservativen geführt. Zwar verschwanden die konfessionell-weltanschaulichen Gegensätze nicht, doch traten sie in den Hintergrund. Die Freisinnigen verdächtigten ihre Gegner nicht mehr, Landesverrat zu planen, nachdem sich diese im Neuenburgerhandel von 1856 ebenfalls gegen die preussische Aggression zur Wehr gesetzt hatten. Nur in den Kantonen St. Gallen und Luzern traten die alten Konfliktlinien noch in alter Schärfe zutage. Dominierendes Wahlkampfthema war stattdessen der Bau der Eisenbahnen, konkret die Auseinandersetzung zwischen Anhängern verschiedener Streckenführungen. Im besonderen Fokus – mit nationaler Ausstrahlung – stand die Auseinandersetzung um die Hauptachse von Bern in die noch eisenbahnfreie Romandie, der so genannte Oronbahnkonflikt. Zum Zeitpunkt der Wahlen war die Entscheidung zugunsten der Streckenführung über Fribourg und Oron bereits gefallen, doch die Anhänger der Strecke über Murten und Yverdon wollten sich noch nicht geschlagen geben. Gemeinsame wirtschaftliche Interessen überwanden kurzzeitig ideologische Grenzen: So verbündeten sich etwa freisinnige und konservative Freiburger oder freisinnige Berner mit sozialistischen Waadtländern. Weitere Auseinandersetzungen, vor allem innerhalb der freisinnigen Fraktion, gab es in den Kantonen Neuenburg (Franco-Suisse-Linie gegen Jura-Industriel-Linie), Solothurn (Bahnstrecke Olten–Solothurn) und Schaffhausen (Anschluss an die badische Hochrheinbahn).
Während der 3. Legislaturperiode hatte es aufgrund von Vakanzen insgesamt zehn Ersatzwahlen in neun Wahlkreisen gegeben; dabei konnten die Freisinnigen um vier Sitze zulegen. 1857 gab es insgesamt 74 Wahlgänge, sechs mehr als drei Jahre zuvor. In 28 Wahlkreisen waren die Wahlen bereits nach dem ersten Durchgang entschieden. Die relativ vielen zusätzlichen Wahlgänge waren darauf zurückzuführen, dass sich zahlreiche Kandidaten ähnlicher politischer Ausrichtung gegenüberstanden, was zu einer Stimmenzersplitterung führte. Oft erreichten die unterlegenen Kandidaten Wähleranteile von knapp unter 50 %, was auf enge Entscheidungen schliessen lässt. Andererseits gab es in manchen Wahlkreisen praktisch keinen Wahlkampf, weil eines der politischen Lager die Aussichtslosigkeit des Unterfangens einsah. Wie in der zweiten Hälfte des 19. Jahrhunderts üblich, traten die amtierenden Bundesräte zu einer Komplimentswahl an; d. h., sie stellten sich als Nationalräte zur Wahl, um sich von den Wählern ihre Legitimation als Mitglieder der Landesregierung bestätigen zu lassen. Die darauf notwendigen Ergänzungswahlen zur Komplettierung des Nationalrates zogen sich bis zum 28. Februar 1858 hin.
Die schweizweite Wahlbeteiligung von 46,5 % lag etwas höher als drei Jahre zuvor, gehörte aber dennoch zu den niedrigsten in der Majorz-Ära. Auffallend waren erneut markante Unterschiede zwischen einzelnen Kantonen. Am höchsten war sie im Kanton Schaffhausen mit 86,4 %, eine Folge der dort üblichen Wahlpflicht. Am niedrigsten war sie wiederum im Kanton Zürich mit lediglich 8,9 %. Insgesamt mussten die Freisinnigen und die liberale Mitte trotz leichter Zunahme des Wähleranteils Sitzverluste hinnehmen. Wahlsieger waren die Katholisch-Konservativen, die von 14 auf 21 Sitze zulegen konnten; allerdings waren sie weit davon entfernt, eine effektive Oppositionsrolle einnehmen zu können. Vorübergehend ganz aus dem Nationalrat verbannt wurde die Fraktion der Demokratischen Linken.

## Ergebnis der Nationalratswahlen

### Gesamtergebnis
Von 526'693 volljährigen männlichen Wahlberechtigten nahmen 244'774 an den Wahlen teil, was einer Wahlbeteiligung von 46,5 % entspricht. In diesen Zahlen nicht mitberücksichtigt sind die Kantone Appenzell Ausserrhoden, Appenzell Innerrhoden, Glarus, Obwalden, Nidwalden und Uri: Dort erfolgte die Wahl durch die jeweilige Landsgemeinde, weshalb keine genauen Resultate verfügbar sind.
Die 120 Sitze im Nationalrat verteilten sich wie folgt:
| \| Partei \| Sitze 1854 \| vor Auf- lösung \| Sitze 1857 \| +/− \| Wähler- anteil \| +/− \| \| ------- \| ---------- \| --------------- \| ---------- \| --- \| -------------- \| ------ \| \| FL \| 82 \| 86 \| 79 \| −3 \| 60,4 % \| +0,9 % \| \| LM \| 16 \| 15 \| 15 \| −1 \| 15,9 % \| +0,1 % \| \| KK \| 14 \| 14 \| 21 \| +7 \| 16,8 % \| +2,5 % \| \| ER \| 6 \| 4 \| 5 \| −1 \| 04,3 % \| −3,1 % \| \| DL \| 2 \| 1 \| − \| −2 \| 02,0 % \| +0,4 % \| \| Diverse \| – \| – \| – \| – \| 00,6 % \| −0,8 % \| | - FL = Freisinnige Linke (Freisinnige, Radikale, Radikaldemokraten) - LM = Liberale Mitte (Liberale, Liberaldemokraten) - KK = Katholisch-Konservative - ER = Evangelische Rechte (evangelische/reformierte Konservative) - DL = Demokratische Linke (extreme Linke) |                 |            |     |                |        |
| Partei | Sitze 1854 | vor Auf- lösung | Sitze 1857 | +/− | Wähler- anteil | +/−    |
| FL | 82 | 86              | 79         | −3  | 60,4 %         | +0,9 % |
| LM | 16 | 15              | 15         | −1  | 15,9 %         | +0,1 % |
| KK | 14 | 14              | 21         | +7  | 16,8 %         | +2,5 % |
| ER | 6 | 4               | 5          | −1  | 04,3 %         | −3,1 % |
| DL | 2 | 1               | −          | −2  | 02,0 %         | +0,4 % |
| Diverse | – | –               | –          | –   | 00,6 %         | −0,8 % |

Hinweis: Eine Zuordnung von Kandidaten zu Parteien und politischen Gruppierungen ist nur bedingt möglich. Der politischen Wirklichkeit des 19. Jahrhunderts entsprechend kann man eher von Parteiströmungen oder -richtungen sprechen, deren Grenzen teilweise fliessend sind. Die verwendeten Parteibezeichnungen sind daher eine ideologische Einschätzung.

### Ergebnisse in den Kantonen
Die nachfolgende Tabelle zeigt die Verteilung der errungenen Sitze auf die Kantone.
| Kanton                 | Sitze total | Wahl- kreise | Betei- ligung | FL | FL | LM | LM | KK | KK | ER | ER | DL | DL |
| ---------------------- | ----------- | ------------ | ------------- | -- | -- | -- | -- | -- | -- | -- | -- | -- | -- |
| Aargau                 | 10          | 3            | 80,8 %        | 5  | −2 | 4  | +2 | 1  |    |    |    |    |    |
| Appenzell Ausserrhoden | 2           | 1            | –             | 1  | −1 | 1  | +1 |    |    |    |    |    |    |
| Appenzell Innerrhoden  | 1           | 1            | –             |    |    |    |    | 1  |    |    |    |    |    |
| Basel-Landschaft       | 2           | 1            | 20,1 %        | 2  |    |    |    |    |    |    |    |    |    |
| Basel-Stadt            | 1           | 1            | 27,9 %        |    |    | 1  |    |    |    |    |    |    |    |
| Bern                   | 23          | 6            | 38,8 %        | 19 | +1 | −  | −1 |    |    | 4  |    |    |    |
| Freiburg               | 5           | 2            | 54,9 %        |    |    | 1  | −1 | 4  | +1 |    |    |    |    |
| Genf                   | 3           | 1            | 42,5 %        | 2  | +2 | 1  | −2 |    |    |    |    |    |    |
| Glarus                 | 2           | 1            | –             | −  | −2 | 2  | +2 |    |    |    |    |    |    |
| Graubünden             | 4           | 4            | 45,2 %        | 2  |    | 1  |    |    |    | 1  |    |    |    |
| Luzern                 | 7           | 3            | 26,8 %        | 5  | +1 | −  | −1 | 2  |    |    |    |    |    |
| Neuenburg              | 4           | 1            | 55,2 %        | 4  |    |    |    |    |    |    |    |    |    |
| Nidwalden              | 1           | 1            | –             | 1  | +1 |    |    | −  | −1 |    |    |    |    |
| Obwalden               | 1           | 1            | –             |    |    |    |    | 1  |    |    |    |    |    |
| Schaffhausen           | 2           | 1            | 86,4 %        | 2  | +1 | −  | −1 |    |    |    |    |    |    |
| Schwyz                 | 2           | 1            | 20,6 %        | −  | −1 |    |    | 2  | +1 |    |    |    |    |
| Solothurn              | 3           | 1            | 81,8 %        | 2  | +1 | −  | −2 | 1  | +1 |    |    |    |    |
| St. Gallen             | 8           | 4            | 78,0 %        | 5  | −2 | −  | −1 | 3  | +3 |    |    |    |    |
| Tessin                 | 6           | 2            | 52,0 %        | 6  |    |    |    |    |    |    |    |    |    |
| Thurgau                | 4           | 1            | 73,7 %        | 3  |    | 1  |    |    |    |    |    |    |    |
| Uri                    | 1           | 1            | –             |    |    |    |    | 1  |    |    |    |    |    |
| Waadt                  | 10          | 3            | 42,2 %        | 7  | −2 | 3  | +3 |    |    |    |    | −  | −1 |
| Wallis                 | 4           | 3            | 48,8 %        | −  | −2 |    |    | 4  | +2 |    |    |    |    |
| Zug                    | 1           | 1            | 11,2 %        |    |    |    |    | 1  |    |    |    |    |    |
| Zürich                 | 13          | 4            | 08,9 %        | 13 | +2 |    |    |    |    | −  | −1 | −  | −1 |
| Schweiz                | 120         | 49           | 46,5 %        | 79 | −3 | 15 | −1 | 21 | +7 | 5  | −1 | −  | −2 |